# Отпетые мошенники (группа)
«Отпетые мошенники» — российская поп-группа, основанная в 1990-х годах в Санкт-Петербурге продюсером Евгением Орловым. За годы творчества коллектива было записано 7 альбомов.

## История
Группе предшествовал коллектив «Backdraft», участник «ЕвроШлягера» в 1995 году. До «Отпетых мошенников» Сергей Аморалов и Гарик Богомазов были участниками «Backdraft», а Том Хаос выступал в группе «Неоновый мальчик». Сергея Аморалова и Гарика Богомазова с Томом Хаосом познакомила их общая подруга Клава MC, ставшая четвёртой участницей оригинального состава в качестве танцовщицы, но позже покинувшая его (также Клава присутствует на обложке первого альбома группы «...Из цветного пластилина» (1997)).
Сам коллектив образовался в 1996 году, а официальным днём рождения считается 8 декабря 1996 года — тогда группа на фестивале «Танцующий город» в Череповце провела свой первый большой концерт. По словам вокалиста группы Сергея Аморалова (Суровенко), «Отпетые Мошенники» первыми в России стали читать рэп под танцевальную музыку (например, версия песни «I Can Lose My Heart Tonight» в исполнении C. C. Catch). Название коллектива придумал Вячеслав Зинуров, увидев его на обложке кассеты с фильмом «Отпетые мошенники».

«Наша гордость заключается в том, что мы не продюсерский проект. Нас не собрали по результатам кастинга. Первоначально у нас был другой коллектив, мы читали социальный рэп чуть ли не с матом. Потом познакомились с Томом Хаосом, диджеем, и стали делать танцевальную музыку. Продюсеры, Москва — всё это появилось гораздо позже. Мы сначала выступали на школьных дискотеках и не думали, что наш проект настолько будет известен».— Сергей «Аморалов» Суровенко
Богомазов в группе читал рэп, вместе с другом детства Сергеем Суровенко сочинял тексты, Том Хаос писал музыку, в основном пел и иногда тоже читал рэп. «Раскрутить» трио помогла мать Богомазова Ольга Ивановна; в 1990-е у неё был свой бизнес, и она имела возможность помочь ребятам.
К хитам группы относятся песни «Бросай курить», «Всяко-разно», «Люблю» (кавер на песню «Blue (Da Ba Dee)» группы Eiffel 65), «Люби меня, люби» (текст - Андрей Репников, поэт- песенник Дмитрий Панфилов припев(соавторство), музыка была написана клавишником группы «Агата Кристи» Александром Козловым для своего сольного альбома и впоследствии подарена им коллективу, первая версия была записана вокалистом группы «Неоновый мальчик» Сергеем Макаровым в начале 1990-х), «Девушки бывают разные» (написана Денисом Чернышовым (DJ Тенгиз) и Андреем Репниковым, изначально записана Андреем Репниковым), «А у реки» (написана Андреем Репниковым, изначально записана дуэтом DJ Don & Repa MC в 2000 году), «Обратите внимание» и другие.
В клипах «Я учусь танцевать» (1997) и «Всяко-разно» (1998) можно заметить четвёртого участника группы, известного как Сергей «Каспер». Продюсер группы Евгений Орлов отметил: «Когда группа только собралась, мы экспериментировали. Был ещё один участник — Сергей, хороший парень, но очень быстро он “зазвездил“ и ребята его не очень приняли».
В мае 2002 года Гарик Богомазов заявил о своём уходе из группы, ему на замену был официально объявлен как новый вокалист группы Оскар Кучера (до этого Оскар часто присоединялся к трио в качестве четвёртого вокалиста на приватных вечеринках). Ещё не являясь официальным участником «Отпетых мошенников», Оскар написал четыре песни для готовящегося альбома группы На момент октября 2003 года Оскар по-прежнему заявлялся в интервью как будущий участник на замену, также участвуя в официальных фотосессиях группы, но в итоге Гарик так и не покинул коллектив тогда.
В 2011 году коллектив всё же покинул Игорь (Гарик) Богомазов, ему на смену пришёл Андрей Репников, являвшийся автором почти всех хитов группы начиная с 1998 года.
23 июня 2016 года Андрей Репников попал в ДТП, получив переломы, и впал в кому. Через месяц музыкант вышел из комы и начал проходить реабилитацию. Оправившись от последствий аварии, в коллектив он так и не вернулся. По словам Андрея, причина в деньгах, ведь «на два лучше делится, чем на три», хотя другие участники группы, Сергей и Вячеслав, в многочисленных интервью рассказывали, что Андрей после аварии не смог полностью восстановиться.
25 августа 2021 года Вячеслав Зинуров (Том Хаос) объявил о прекращении сотрудничества с Сергеем Амораловым из-за финансовых разногласий. Ему на смену присоединился Алексей Радченко.
После ухода из группы Вячеслав пытался начать сольную карьеру, выступая с репертуаром «Отпетых мошенников». Позже музыкант объединился с бывшим товарищем по группе Гариком Богомазовом. Вместе они успели дать ряд концертов, указывая на афишах название группы с приставкой «экс-участники». В марте 2022 года Аморалов зарегистрировал на себя название группы, что не позволяло бывшим участникам использовать на своих выступлениях как само название, так и песни группы. В ответ на это Вячеслав и Гарик заявили, что намерены обратиться в суд, так как считают незаконным такое присвоение товарного знака.
10 марта 2022 года Вячеслав Зинуров (Том Хаос) покончил жизнь самоубийством, повесившись на лестничных перилах в своём доме в Подмосковье. Возможной причиной суицида называются одиночество (Зинуров не имел семьи) и тяжёлая депрессия, развившаяся у артиста после ухода из коллектива, которому он отдал 25 лет, и конфликта с Амораловым.
11 марта Богомазов дал интервью изданию «Газета.ru», в котором прокомментировал смерть Тома Хаоса-младшего. В этот же день на телеканале «Муз-ТВ» вышло совместное с Томом интервью, ставшее для него последним. Также 11 марта газета «Аргументы и факты» выпустила репортаж о жизни Гарика Богомазова и Сергея Аморалова. Было рассказано о проблемах Богомазова с алкоголем и связанным с этим уходом из группы, о конфликте Богомазова с сестрой на почве жилищной площади. Также было рассказано о единоличной регистрации Амораловым прав на название «Отпетые мошенники» в обход Богомазова и Тома Хаоса-младшего.
20 марта Богомазов посетил выпуск передачи «Звёзды сошлись» канала НТВ. Выпуск был посвящён смерти Тома Хаоса-младшего и конфликту основателей «Отпетых мошенников» за права на название. 21 апреля на портале «Вокруг ТВ» вышла публикация о продолжении борьбы Богомазова с Сергеем Амораловым за название «Отпетые мошенники».
В январе 2024-го года на смену Алексею Радченко был приглашён новый участник - Вадим «Вунч» Коваленко, бывший танцор группы «Руки Вверх!» и участник группы «PRODUKTЫ» (совместно с братом-близнецом Александром «Сунч» Коваленко, также бывшим участником «Руки Вверх!»).

## Состав группы

#### Текущий состав
- Сергей Суровенко (Сергей Аморалов) (род. 11.01.1979) — вокал, рэп (1996—2022)
- Вадим «Вунч» Коваленко (род. 13.12.1986) — вокал, рэп (с 2024)

#### Бывшие участники
- Игорь «Гарик» Богомазов (род. 31.08.1975) — вокал, рэп (1996—2011)
- Вячеслав Зинуров («Том Хаос») (20.10.1971 — 10.03.2022)[22] — вокал, диджей, рэп (1996—2021)
- Клава MC — танцы (1996—1997)
- Сергей «Каспер» — вокал, рэп (1997—1998)[12]
- Оскар Кучера — вокал (2002—2003) (*утверждён на замену Гарика в 2002-м)
- Андрей Репников (DJ Repa) (род. 18.07.1970) — вокал, диджей, рэп (2011—2016) (автор слов и музыки с 1998 по 2008 год)
- Алексей Радченко (род. 24.11.1985) — вокал, рэп (2021—2024)

#### Продюсеры
- Евгений Орлов (род. 23.07.1968) — продюсер (1996—2010)
- Сергей Изотов — продюсер (1996—2010)

## Дискография

### Альбомы
1. 1997 — «Из цветного пластилина»
2. 1998 — «Всяко-разно»
3. 1999 — «Фигня»
4. 2000 — «Липкие руки-2»
5. 2002 — «Провокация»
6. 2005 — «Всякие песни о разном»
7. 2008 — «Назло рекордам»

### Синглы
- 2019 — В 90-х (feat. Леонид Агутин)
- 2019 — Люби меня, люби (feat. Зураб Матуа, Андрей Аверин, Дмитрий Сорокин)
- Связанный: 2022 — Гарик Богомазов и Том Хаос: «Если надоело, двигай тело», новая версия песни 1999 года.

### Видеоклипы
1. 1997 — Бросай курить (режиссёр Александр Игудин, оператор Игорь Юров)
2. 1997 — Я учусь танцевать
3. 1998 — Всяко-разно
4. 1998 — Хали-гали
5. 1999 — Люби меня, люби[32]
6. 1999 — Му-му
7. 1999 — Надоело
8. 1999 — Я телом двигал
9. 2000 — Люблю
10. 2000 — Девушки бывают разные (режиссёр Александр Игудин, оператор Алексей Тихонов)
11. 2000 — Не говори мне ничего
12. 2001 — А у реки (режиссёр Александр Игудин, оператор Алексей Тихонов)
13. 2002 — Насосы
14. 2002 — «Муз-ТВ с тобой» (вместе со звёздами канала Муз-ТВ)
15. 2003 — Обратите внимание
16. 2003 — Граница (feat. Леонид Агутин) (режиссёр Андрей Сергеев, оператор Максим Осадчий)
17. 2003 — Моя звезда (feat. ВИА Сливки)
18. 2004 — Мани-мани
19. 2005 — Лето-это…
20. 2007 — Лето-зима
21. 2008 — Гаишники (feat. Света Светикова)
22. 2008 — Сердцем к сердцу (feat. A'Studio)
23. 2008 — Руки прочь от олигархов
24. 2008 — Колледж (feat Доминик Джокер)
25. 2010 — Это моё
26. 2012 — Руссо туристо
27. 2013 — Столица
28. 2015 — Жениться
29. 2019 — 90's (feat. Леонид Агутин)

## Фильмография
- 2000 — «Ландыш серебристый» (камео)
- 2007 — «Счастливы вместе» (эпизод «Какая же ты нелепая, смерть» (камео)
- 2021 — «Полярный» (камео)

## Премии и награды
- 1999, 2000 — лауреаты премии «Стопудовый хит»[17]

| Год  | Артист                            | Композиция/ Видеоклип/ Альбом | Премия                                             |
| ---- | --------------------------------- | ----------------------------- | -------------------------------------------------- |
| 1998 | Отпетые мошенники                 | «Всяко-разно»                 | «Золотой граммофон в Кремле» 1998                  |
| 1999 | Отпетые мошенники                 | «Люби меня, люби»             | «Золотой граммофон в Кремле» 1999                  |
| 1999 | Отпетые мошенники                 | «Люби меня, люби»             | «Стопудовый Хит» 1999                              |
| 1999 | Отпетые мошенники                 | «Люби меня, люби»             | «Стильные Штучки» 1999                             |
| 1999 | Отпетые мошенники                 | «Люби меня, люби»             | «Песня года. Финал» 1999                           |
| 2000 | Отпетые мошенники                 | «Девушки бывают разные»       | «Золотой граммофон в Кремле» 2000                  |
| 2000 | Отпетые мошенники                 | «Девушки бывают разные»       | «Стопудовый Хит» 2000                              |
| 2000 | Отпетые мошенники                 | «Люби меня, люби»             | Премия Попова 2000                                 |
| 2000 | Отпетые мошенники                 | "Не Говори Мне Ничего "       | «Песня года. Финал» 2000                           |
| 2001 | Отпетые мошенники                 | «А у реки»                    | «Песня года. Финал» 2001. Юбилейный выпуск: 30 лет |
| 2002 | Отпетые мошенники                 | «Насосы»                      | «Песня года. Финал» 2002                           |
| 2003 | Леонид Агутин и Отпетые Мошенники | «Граница»                     | «Золотой граммофон в Кремле» 2003                  |
| 2003 | Леонид Агутин и Отпетые Мошенники | «Граница»                     | «Песня года. Финал» 2003                           |
| 2003 | «Сливки» и «Отпетые мошенники»    | «Моя звезда»                  | Премия Муз-ТВ 2003                                 |
| 2004 | Отпетые мошенники                 | «Мани-мани»                   | «Песня года. Финал» 2004                           |
| 2006 | Отпетые мошенники                 | «Лето-это...»                 | «Песня года. Финал» 2006                           |